# Görgényorsova
Görgényorsova (románul: Orșova) falu Romániában, Maros megyében.

## Története
Görgényszentimre község része. A trianoni békeszerződésig Maros-Torda vármegye Régeni alsó járásához tartozott.

## Népessége
2002-ben 752 lakosa volt, ebből 745 román, 6 cigány és 1 magyar nemzetiségű.

## Vallások
A falu lakói közül 733-an ortodox, 1 fő református, 1 fő adventista és 16-an pünkösdista hitűek.

## Híres szülöttei
Itt született 1892-ben Steinbrück Ottó.